# Enchanted Oaks, Texas
Enchanted Oaks là một thị trấn thuộc quận Henderson, tiểu bang Texas, Hoa Kỳ. Năm 2010, dân số của thị trấn này là 326 người.

## Dân số
- Dân số năm 2000: 357 người.
- Dân số năm 2010: 326 người.